# Sofie Lundgaard
Sofie Lundgaard (* 29. Mai 2002 in Aalborg) ist eine dänische Fußballspielerin. Sie ist aktuell beim Liverpool FC Women unter Vertrag.

## Karriere
Lundgaard begann ihre Laufbahn in Dänemark bei Aab Fodbold, später bei Fortuna Hjørring. 2022 gewann sie mit Fortuna Hjørring den Gjensidige Kvindepokalen. Am 10. Januar 2023 wechselte sie zum Liverpool FC Women.